# Ерофеев, Алексей Дмитриевич
Алексе́й Дми́триевич Ерофе́ев (род. 1958) — российский журналист и краевед, член Топонимической комиссии Санкт-Петербурга, собственный корреспондент «Парламентской газеты» в Северо-Западном федеральном округе.
Родился в Ленинграде 14 апреля 1958 года. В 1975 году окончил школу. После того как в 1987 году заочно окончил книготорговый техникум, поступил в Институт культуры имени Крупской (1988), однако его не окончил.

## Топонимика
В 1986 году с перестройкой начал активную деятельность, связанную с возвращением исторических названий улицам Ленинграда; стал членом общественной комиссии «Топонимика» при ленинградском отделении Советского фонда культуры.
В 1991 году как один из первых членов вошёл в состав Топонимической комиссии.
В 1991 году вышла в свет книга «Городские имена сегодня и вчера» (вместе с С. В. Алексеевой и А. Г. Владимировичем). В 2002 году появилась Топонимическая энциклопедия (в соавторстве с С. В. Алексеевой и А. Г. Владимировичем). За неё он в 2003 году получил Анциферовскую премию в номинации «За лучшее научно-исследовательское издание о Петербурге».
В 2009 году была опубликована книга «Петербург в названиях улиц» (авторы А. Д. Ерофеев и А. Г. Владимирович) — аналог справочника «Почему так названы?». В книге говорится о полутора тысячах проездов, а также о мостах и островах Петербурга .

## Журналистика
С 1993 года работает в журналистике: в информагентстве «Постфактум», сотрудничал с газетами «Вести», «Российские вести», «Рабочая трибуна», «Российская газета», «Смена», «Биржа труда», «Парламентская газета», «Век», «Аргументы и факты» и другими.
В 2002 году стал собственным корреспондентом «Парламентской газеты» в Санкт-Петербурге, а с 2007 года — в Северо-Западном федеральном округе.
Совместно с И. Е. Озерской ведет программу «Почему так названы?» на «Радио России — Санкт-Петербург».

## Педагогика
Ведёт семинарные занятия в Юношеском университете Петербурга (Аничков дворец).

## Прочие работы
- Неформальная сленговая карта СПб. Алексей Ерофеев совместно с Владимиром Валдиным создали «феноботный» путеводитель по городу. Названия объектов заменены сленговыми.

Работа над картой велась два десятка лет, нанесено около 7 сотен названий.